# Ektara

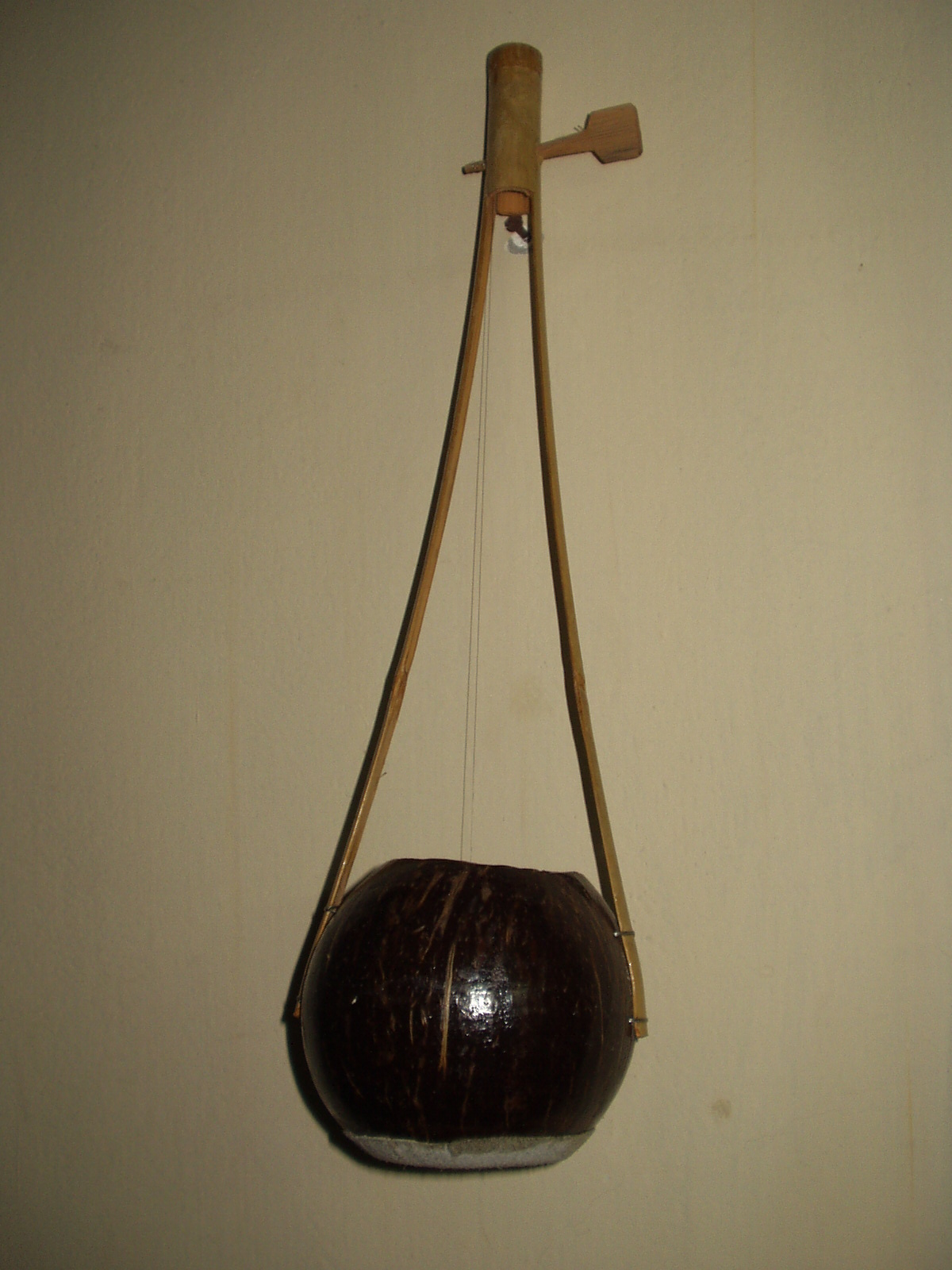
Ektara

Ektara (język bengalski: একতারা ektara, język pendżabski: ਇਕ ਤਾਰ iktar, dosłownie "jednostrunowy") - jednostrunowy instrument szarpany, popularny na subkontynencie indyjskim, gdzie istnieje około 20 odmian.

## Charakterystyka
Ektara posiada pudło rezonansowe zrobione z połówki tykwy.
Wysokość tonu reguluje się ściskając szyjkę "na ucho" i zmieniając w ten sposób napięcie struny.
Ektara była ulubionym instrumentem wędrownych bardów, często używanym jako akompaniament do pieśni religijnych, zwanych kirtanami.
Ektara występuje w kilku rozmiarach, istnieje również wersja basowa wyposażona w dwie struny, zwana dotara "dwustrunowa".
W Pendżabie często wykorzystywana jest w lokalnym stylu muzycznym zwanym bhangra.